# Costa de Almería (equip ciclista)
El Costa de Almería va ser un equip ciclista professional espanyol que competí entre el 2000 i 2004.
L'equip es va fundar a partir d'una escissió de l'equip italià Amica Chips-Costa de Almería. Va poder tenir com a patrocinadors companyies com Jazztel o Paternina.
L'equip va desaparèixer el 2012, entre acusacions d'impagament i dopatge.

## Principals triomfs
- 2000
  - Una etapa al Gran Premi CTT Correios de Portugal (Carles Torrent)
- 2001
  - Una etapa a la Setmana Catalana (Serguei Smetanin)
  - Una etapa a la Volta a Andalusia (Pedro Díaz Lobato)
- 2002
  -  Campionat d'Espanya en ruta (Juan Carlos Guillamón)
  - Una etapa a la Volta a Espanya (Serguei Smetanin)
  - Una etapa a la Volta a Catalunya (José Antonio Garrido)
  - Volta a La Rioja i una etapa (Carles Torrent)
  - Pujada al Naranco (Gonzalo Bayarri)
- 2003
  - Volta a Catalunya i una etapa (José Antonio Pecharromán)
  - Euskal Bizikleta i 3 etapes (José Antonio Pecharromán)
  - Una etapa a la Volta a Espanya (Pedro Díaz Lobato)
  - Una etapa a la Volta a la Comunitat Valenciana (Rafael Casero)
  - Una etapa a la Volta a Astúries (Ricardo Valdés)
  - Memorial Manuel Galera (Pedro Díaz Lobato)
- 2004
  - Clàssica als Ports de Guadarrama (Jorge Ferrío)
  - Dos etapes a la Volta a Astúries (Jonathan González), David Herrero
  - Una etapa al Gran Premi CTT Correios de Portugal (José Ángel Gómez Marchante)
  - Una etapa a la Volta a La Rioja (Jonathan González)

## Classificacions UCI
Fins al 1998 els equips ciclistes es trobaven classificats dins l'UCI en una única categoria. El 1999 la classificació UCI per equips es dividí entre GSI, GSII i GSIII. D'acord amb aquesta classificació els Grups Esportius I són la primera categoria dels equips ciclistes professionals. La següent classificació estableix la posició de l'equip en finalitzar la temporada.
| Temporada | Classificació per equips | Millor ciclista en la classificació individual |
| --------- | ------------------------ | ---------------------------------------------- |
| 2000      | 39è (GSII)               | Eleuterio Anguita (669è)                       |
| 2001      | 23è (GSII)               | Aitor Kintana (171è)                           |
| 2002      | 7è (GSII)                | José Antonio Garrido (308è)                    |
| 2003      | 3r (GSII)                | José Antonio Pecharromán (55è)                 |
| 2004      | 5è (GSII)                | José Ángel Gómez Marchante (95è)               |